# Treigny
Treigny es una localidad y comuna francesa situada en la región de Borgoña, departamento de Yonne, en el distrito de Auxerre y cantón de Saint-Sauveur-en-Puisaye.
En Treigny se sitúa el proyecto de construcción medieval del castillo de Guédelon.

## Demografía
| 1807 | 1847 | 1940 | 2117 | 2303 | 2284 | 2517 | 2590 | 2505 | 2600 | 2686 | 2664 | 2591 | 2558 | 2560 | 2507 | 2411 | 2201 | 2109 | 2047 | 1642 | 1562 | 1504 | 1435 | 1365 | 1260 | 1272 | 1187 | 960 | 1000 | 932 | 840 | 878 |
| Para los censos de 1962 a 1999 la población legal corresponde a la población sin duplicidades (Fuente: INSEE [Consultar]) |      |      |      |      |      |      |      |      |      |      |      |      |      |      |      |      |      |      |      |      |      |      |      |      |      |      |      |     |      |     |     |     |

Gráfico de la evolución de la población de Treigny desde 1793